# ポチノク
座標: 北緯54度24分30秒 東経32度26分32秒 / 北緯54.40833度 東経32.44222度

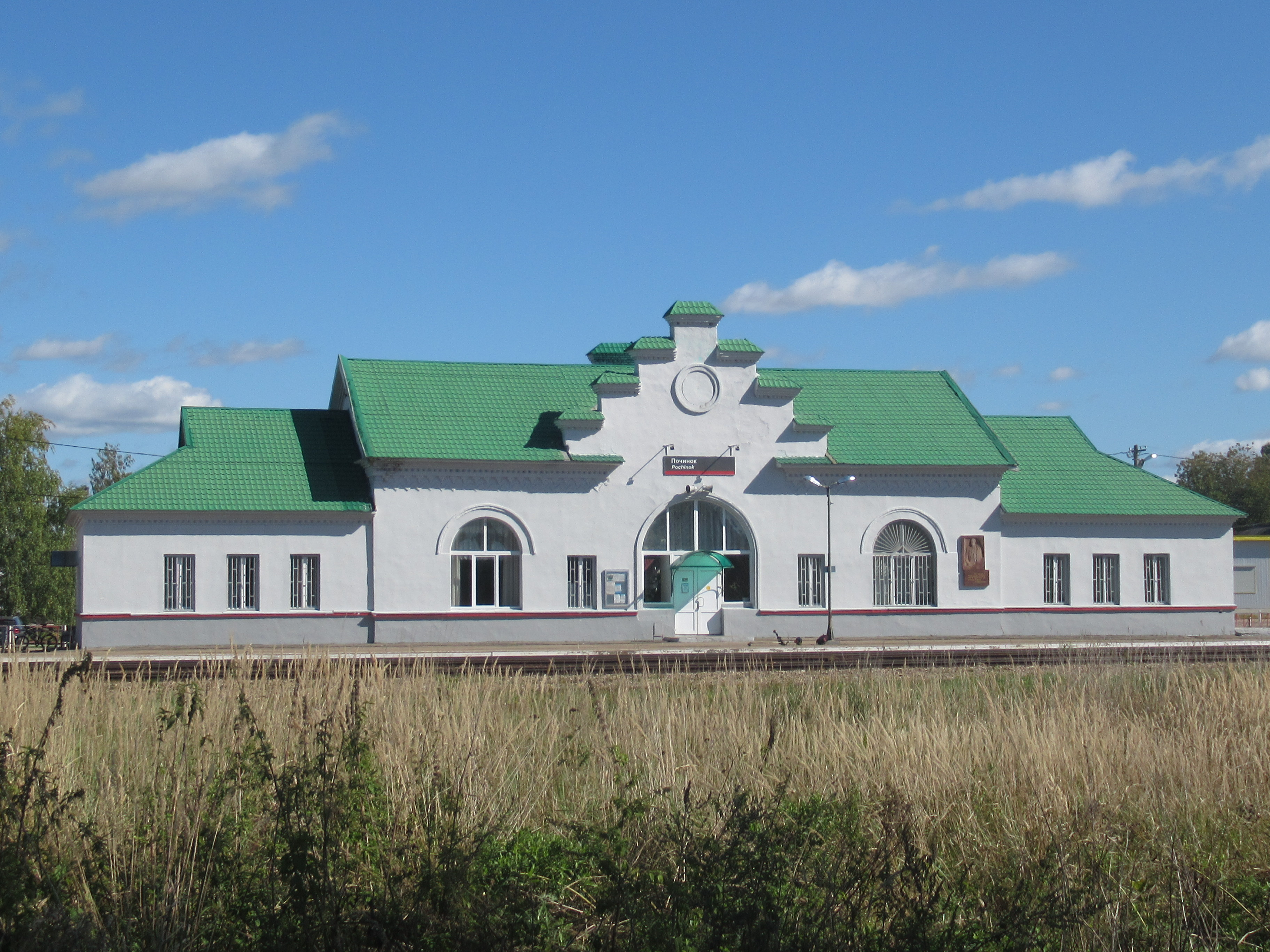

ポチノク（ポチーノク、ロシア語: Почи́нок、ラテン文字表記の例: Pochinok）は、ロシアのスモレンスク州にある町。人口は7,575人（2021年）。

## 地理
ポチノクはスモレンスク高地の周縁部にあり、ドニエプル川の支流ソジ川へと注ぐハマラ川（Khmara）が流れる。州都スモレンスクからは南東へ62キロメートル、首都モスクワからは西へ400キロメートル。東にはエリニャが、南東にはロスラヴリの町があり、ポチノクはスモレンスクとロスラヴリを結ぶ道路や鉄道沿いにある。ポチノクの南西50キロメートルほどのところにはロシアとベラルーシの国境が走る。
主な産業は農業および農産物の加工になっている。

## 歴史
1868年にリガ-スモレンスク-ロスラヴリ-オリョール間の鉄道にポチノク駅が開業した際、駅周辺にできた集落がポチノク市の起源になっている。駅名は同名の村からとられており、ポチノクというスモレンスク地方に多くみられる地名は古いロシア語で「空き地にできた新しい集落」を意味する。
19世紀末には市場のある町として、この地域の農産物の集散地として急成長し、1924年には郡の中心地に、1926年には市となった。独ソ戦中の1941年7月から1943年9月にかけてはドイツ国防軍により占領されている。冷戦期、近隣のシャタロヴォ空軍基地はソ連空軍の訓練基地となってきた。

## 出身者
- エル・リシツキー（1890年-1941年） - 芸術家、ポチノク出身
- アレクサンドル・トワルドフスキー（1910年-1971年） - 詩人、ポチノク近郊の出身